# ماري إيلين كارول
ماري إيلين كارول (بالإنجليزية: Mary Ellen Carroll)‏ هي فنانة تنصيبية أمريكية، ولدت في 1961 في دانفيل في الولايات المتحدة.